# Scrabble Scramble!
Scrabble Scramble! (Scrabble Blast!) est un jeu vidéo de puzzle sorti en 2004, inspiré du Scrabble (le jeu de société), édité par Atari Inc. sur Windows et édité par EA Mobile sur téléphone mobile. Le jeu a été ensuite porté sur navigateur, Game Boy Advance, iOS et Windows Phone.

## Système de jeu
Créez des mots en cliquant sur des tuiles adjacentes qui créent des séquences de tuiles côte à côte horizontalement, verticalement ou en diagonale. Créez des mots avec des tuiles de grande valeur et utilisez les champs bonus pour marquer autant de points que possible.

## Voir également
- Bookworm